# Katastrofa lotnicza w Topolowie
Katastrofa lotnicza w Topolowie –  katastrofa, która wydarzyła się 5 lipca 2014 roku we wsi Topolów w województwie śląskim. W wyniku katastrofy samolotu Piper PA-31 Navajo, transportującego spadochroniarzy, śmierć poniosło 11 osób, a 1 osoba została ranna.

## Samolot
Piper PA-31 Navajo to samolot wyprodukowany w 1976 roku jako 8-miejscowa wersja dyspozycyjna. Egzemplarz został kupiony oraz sprowadzony drogą lotniczą do Polski z USA w 2014 roku. W trakcie tego przelotu miała miejsce awaria w systemie prądotwórczym. Następnie występowały kolejne zdarzenia związane z niesprawnością silników. W następstwie tych usterek została wykonana doraźna naprawa silnika (wymiana cylindra).
Samolot w maju 2014 roku został dostosowany w Polsce do wywożenia skoczków spadochronowych. Pozostawiono jeden fotel pilota i w miejsce pozostałych foteli zamontowano dwie ławeczki dla spadochroniarzy wzdłuż kadłuba. Drzwi ciśnieniowe zastąpione roletowymi, a na zewnątrz kadłuba dodano deflektor przed przednią krawędzią drzwi oraz uchwyt, poręcz i stopień dla skoczków. W dniu wypadku rejestracja samolotu w USA była nieważna. Zauważalna była zaawansowana i rozległa korozja podwozia – w ocenie komisji PKBWL z powodu dłuższego postoju samolotu w wodzie o głębokości około 0,5 metra, na przykład na lotnisku dotkniętym powodzią.

## Załoga
Dowódca statku powietrznego, Jakub Stożek (lat 29) posiadał licencję pilota samolotowego zawodowego CPL(A) z ważnymi wpisami, w tym do prowadzenia korespondencji radiotelefonicznej w języku angielskim. Nalot ogólny na samolotach 996 godzin. Nalot na typie, na którym nastąpił wypadek prawdopodobnie około 40 godzin. Ważne orzeczenie lotniczo-lekarskie bez ograniczeń.

## Przebieg lotu
Samolot wystartował około godziny 16 z lotniska w Rudnikach. Maszyna należała do szkoły spadochronowej Omega. Łącznie na jej pokładzie znajdowało się 12 osób: pilot, 7 skoczków spadochronowych, 2 pilotów tandemów i 2 pasażerów tandemu. Przed lotem zbiorniki paliwa zostały uzupełnione o 50 litrów benzyny.
Samolot Piper PA-31P Pressurized Navajo o znakach rozpoznawczych N11WB około godziny 16:00 wystartował do ósmego lotu tego samolotu w tym dniu. Start początkowo przebiegał normalnie. Po osiągnięciu wysokości około 100 metrów AGL wskutek spadku mocy zespołu napędowego i braku wznoszenia pilot podjął decyzję o lądowaniu awaryjnym w terenie przygodnym w odległości około 4,2 kilometrów w linii prostej od progu pasa. W jego końcowej fazie przeciągnięta maszyna wpadła w prawy korkociąg.
O 16:11 samolot po osiągnięciu wysokości lotu około 100 metrów, podczas lądowania awaryjnego, wszedł w prawy obrót autorotacyjny (korkociąg). Końcówką lewego skrzydła uderzył w konar jabłoni, a następnie upadł na ziemię „na brzuch”. Samolot stracił śmigła, kadłub oderwał się od skrzydeł i przewrócił się na prawy bok, w wyniku czego drzwi wejściowe znalazły się u góry. Znaczny wyciek paliwa z uszkodzonych zbiorników na rozgrzane elementy silników spowodował pożar, który objął lewe i prawe skrzydło w strefie zbiorników paliwa, lewy silnik, częściowo prawy silnik i kadłub prócz części tylnej. Samolot uległ katastrofie niedługo po starcie, 3 kilometry od lotniska w Rudnikach. Maszyna rozbiła się w sadzie przy ul. Częstochowskiej we wsi Topolów. Katastrofę przeżył jeden z pasażerów, którego z wraku wydobyli pobliscy mieszkańcy. Mężczyzna został śmigłowcem przetransportowany do szpitala w Częstochowie.

## Akcja ratunkowa na miejscu katastrofy
Samolot rozbił się na obszarze niezamieszkałym. Akcję ratowniczą początkowo prowadzili świadkowie, mieszkańcy miejscowości Topolów, w tym były strażak. Z płonącego samolotu wydobyto trzy poważnie ranne osoby. Straż pożarna informację o zdarzeniu otrzymała o godzinie 16:18. Strażacy po zabezpieczeniu terenu udzielili pomocy przedmedycznej rannym, rozpoczęli gaszenie pożaru wraku oraz przygotowali miejsce lądowania dla śmigłowca Lotniczego Pogotowia Ratunkowego. Lekarz z zespołu pogotowia ratunkowego, który przybył na teren akcji, stwierdził zgon dwóch z trzech wydobytych osób. Trzecia osoba została przetransportowana śmigłowcem do szpitala w Częstochowie. Po ugaszeniu pożaru we wraku wydobyto zwęglone zwłoki dziewięciu osób.
W akcji uczestniczyło 18 zastępów PSP, 2 jednostki OSP z KSRG i 7 jednostek spoza KSRG oraz ponad stu policjantów z oddziałów prewencji z Częstochowy i Katowic.
Działania ratownicze zakończono 6 lipca o godzinie 08.36.

## Przyczyny katastrofy w oparciu o raport PKBWL
Przyczyny katastrofy badała prokuratura i Państwowa Komisja Badania Wypadków Lotniczych. Wstępne ustalenia PKBWL po dwóch dniach od wypadku wskazywały, że w momencie uderzenia samolotu o ziemię lewy silnik nie pracował, a maszyna zderzyła się z ziemią przy pochyleniu bliskim kąta 90° w lewym korkociągu, z przechyleniem około 70°. Samolot w momencie uderzenia o ziemię miał schowane podwozie. Samolot był zatankowany paliwem przeznaczonym dla samochodów. 
Ustalenia komisji badającej wypadek: 
- Bezpośrednią przyczyną katastrofy było powstanie asymetrii ciągu zespołu napędowego, jako całości, wskutek awarii prawego sinika, a następnie przeciągnięcie w ostatniej fazie lądowania awaryjnego.
- Zniszczeniu uległo sprzęgło kołkowe połączenia wału korbowego z wałkiem napędowym przekładni śmigła prawego silnika, co spowodowało wyłączenie z pracy prawego silnika samolotu i przerwanie pracy regulatora kąta natarcia jego łopat, powodując ich ustawienie w chorągiewkę, czego wynikiem stała się asymetria ciągu prowadząca do przeciągnięcia samolotu i utraty sterowności.
- Uszkodzenie to mogło być spowodowane uderzeniem śmigła w przeszkodę, w okolicznościach i czasie, których nie udało się ustalić lub długotrwałym procesem zmęczeniowym wywołanym nierównomierną pracą silnika (w silniku tym wymieniono jeden z cylindrów).
- W trakcie badania PKBWL ustaliła, że samolot był użytkowany bez ważnego Świadectwa Zdatności do Lotu.

## Okoliczności sprzyjające wypadkowi
- Niewłaściwa obsługa techniczna samolotu.
- Obniżenie mocy lewego silnika wskutek nieprawidłowej eksploatacji.
- Stosowanie paliwa niezgodnego z wymaganiami producenta silników (paliwo samochodowe)
- Przeróbka samolotu z naruszeniem jego Certyfikatu Typu.
- Warunki meteorologiczne – wysoka temperatura otoczenia.
- Niewielki nalot pilota na typie.

## Inne informacje
Analiza wypadków innych samolotów tego typu o zbliżonych okolicznościach wskakuje, że maszyna ta w przypadku awarii jednego silnika stwarza znaczne kłopoty nawet pilotom z dużym doświadczeniem. Próby lądowania w takich okolicznościach podejmowane w deficycie czasu, przez pilotów o przeciętnych umiejętnościach i doświadczeniu, zazwyczaj kończą się katastrofą. Drastyczny spadek osiągów i znaczne pogorszenie właściwości pilotażowych w przypadku wystąpienia asymetrii ciągu prowadzi do utraty sterowności, a nawet przewrócenia samolotu „na plecy” w ostatniej fazie lotu.

## Ofiary
W wypadku zginął pilot samolotu, współwłaściciel szkoły spadochronowej, jej instruktorzy, skoczkowie spadochronowi, uczniowie-skoczkowie oraz pasażerowie skoków tandemowych. Wśród ofiar znalazło się czterech żołnierzy: trzech spadochroniarzy z 6 Brygady Powietrznodesantowej oraz były żołnierz JWK w Lublińcu. Nazwiska ofiar podano do publicznej wiadomości:

1. Aleksander Dziąg (lat 21)
2. Rafał Grabowski (lat 35)
3. Damian Lesiak (lat 23)
4. Przemysław Matuszewski (lat 37)[12]
5. st. kpr. Cezary Młyńczak (lat 35)
6. st. kpr. Andrzej Otręba (lat 32)
7. Kamil Stachura (lat 22)
8. Jakub Stożek (lat 29)[13]
9. mł. chor. rez. Adam Strużyk (lat 40)[14]
10. Paula Szymańska (lat 28)
11. st. szer. Bartłomiej Wójciak (lat 27)

Katastrofę przeżył Marek Haczyk, który odniósł obrażenia.